# Cultura tunisiană
Cultura tunisiană reprezintă o sinteză a diverselor dinastii și culturi care și-au pus amprenta asupra spațiului, respectiv berberă, punică, romană, evreiască, creștină, arabă, musulmană, turcă și franceză. Tunisia stă la baza unei răscruci de civilizații, iar cultura sa, cu o moștenire istorică de circa 3 000 de ani, înfățișează o țară care, prin poziția sa geografică în bazinul Mării Mediterane, denotă inima mișcării de expansiune a marilor civilizații mediteraneene și a religiilor monoteise.

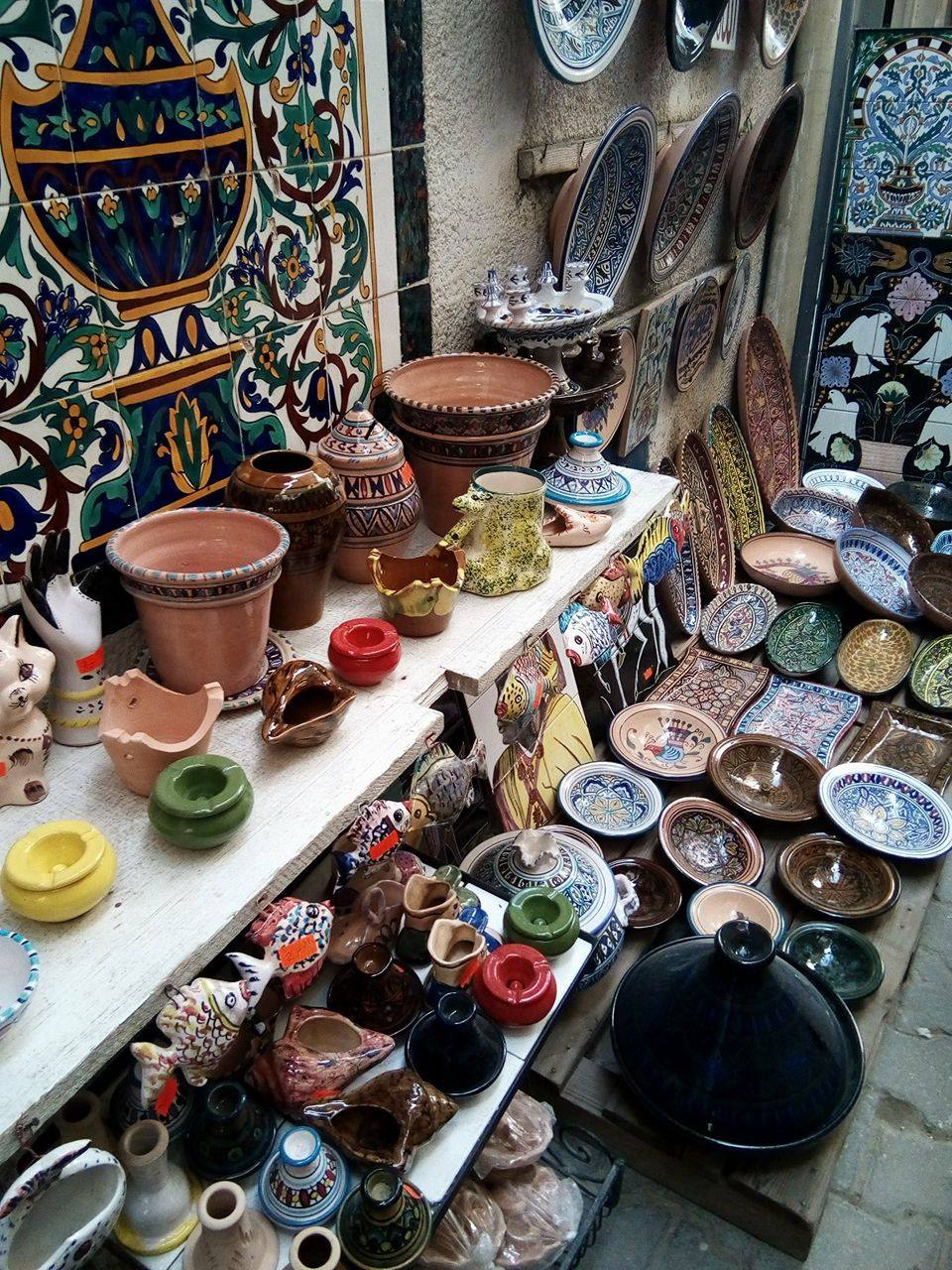
Ceramică tunisiană

Istoria Tunisiei dezvăluie o succesiune a culturilor mediteraneene. În urma epocii Cartaginei punice, Imperiul Roman (Romano-African) își lasă amprenta asupra teritoriului prin intermediul unor monumente precum amfiteatrul din El Djem sau situl arheologic de la Cartagina, care fac parte din patrimoniul UNESCO. După câteva secole în care a avut loc dezvoltarea creștinismului în cadrul Bisericii africane, cuceririle arabe au transformat țara și au făcut din Kairouan un centru intelectual renumit. Cucerirea turcă din secolul al XVI-lea, care își avea centrul la Istanbul, a permis reprezentaților locali ai sultanului să își câștige treptat independența, menținută până la instaurarea protectoratului francez, care a contribuit la modernizarea teritoriului.
Motoarele culturii tunisiene actuale sunt diverse și marcate de moștenirea diversă: muzee precum Bardo, arhitectura orașelor precum Sidi Bou Saïd, Tunis sau Sousse, bucătăria care include franzela, brânza sau croissant-ul francez, dar și pastele italienești, muzica ce are influențe andaluze și otomane și educația marcată de o arabizare generală care a dus la apariția literaturii tunisiene.

## Origini culturale

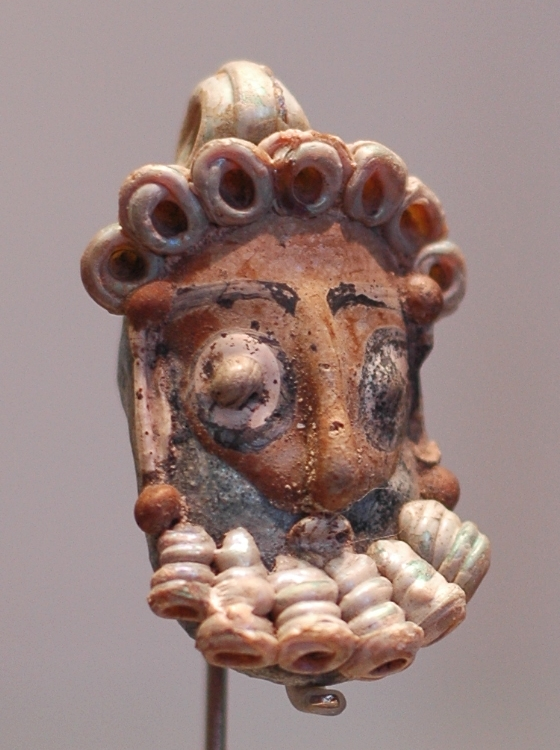
Amuletă, sec IV-III î. Hr.

Enciclopedia 360 descrie Tunisia ca pe o țară care „nu a dezvoltat o artă cu adevărat originală”, dar care este „puternic influențată de către succesiunea de varietăți” și a are în dotare „monumente care înfățișează diverse etape ale istoriei sale”. În studiul său asupra Politicii culturale în Tunisia, Rafik Saïd notează: „în acest teritoriu relativ restrâns s-au produs […] succesiuni, suprapuneri, confruntări de maniere și doctrine […], cum istoria rar prezintă”. Janice Deledalle-Rhodes califică Tunisia drept țară „cosmopolită”, considerând că „Tunisia nu se poate integra în rândul coloniilor, ci ar putea fi colonia întregii lumi, întrucât moștenește o multitudine extraordinară de culturi”.
Această viață culturală datează din epoca preistorică, după cum atestă dolmenele din apropierea orașului Bousalem și picturile rupestre din Sahara tunisiană . Hermaïon d'El Guettar, cea mai antică manifestare religioasă din lume, descoperită în apropierea orașului El Guettar, în sudul țării, datând de la finalul aceleiași epoci.
Epoca libico-berberă a fost tensionată, iar continuitatea acesteia se resimte chiar și în Tunisia actuală. Era cartagineză a fost marcată de influențe feniciene, grecești și egiptene. Așadar, în arta punică a fenicienilor occidentali au fost descoperite componente egiptene, precum prelucrarea sticlei — au fost descoperite măști mici de sticlă în morminte punice, masca fiind reprezentativă pentru mentalul fenician și având scopul de a alunga demonii și spiritele rele — și motive precum lotusul, regăsite în decorarea obicetelor și clădirilor.

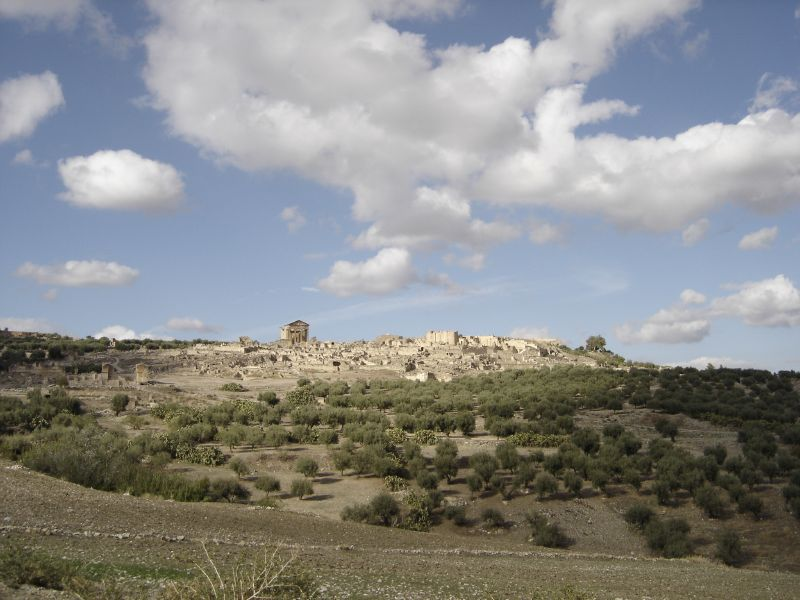
Dougga

Picturile și sculpturile de pe capacele sarcofagelor necropolelor din Cartagina și El Alia, împreună cu arhitectura mausoleului din Dougga, îmbină stilul coloanelor ionice cu cel al piramidelor egiptene, dezvăluind astfel influențele Greciei și Egiptului. Mai mult decât atât, asupra anumitor creații locale încă sunt reprezentate hieroglife, însă rolul lor este pur și simplu decorativ. În plus, există și dovezi ale înfluenței elenice datând din secolul al IV-lea î. Hr., suprapuse influențelor egiptene și adăugate cuturii punice. 
Sculptura a evoluat de la un stil hieratic, aproape simbolic, către unul mai reprezentativ, care idealiza perfecțiunea corpului uman, a unui stat etc. Arta ceramicii grecești este copiată de asemenea, inclusiv în termeni calitativi, în mod treptat (se presupune că olari greci s-ar fi stabilit în Cartagina). Lucrările romane din Tunisia nu se deosebesc de cele din Europa. Printre acestea se numără Thuburbo Majus, Gigthis, amfiteatrul din El Djem, Dougga Capitol, băile lui Antonius, arcul de triumf din Caracalla.

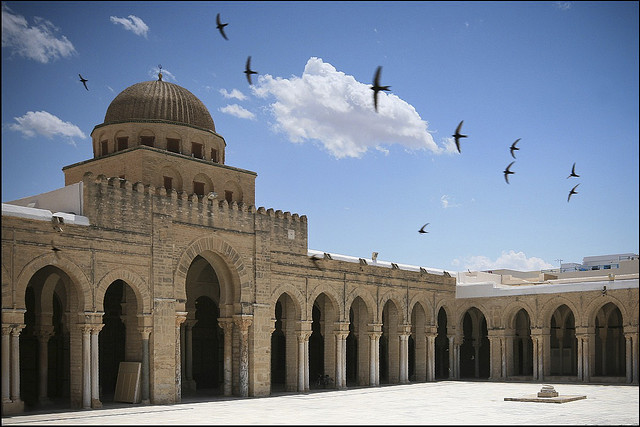
Marea Moschee din Kairouan

Ulterior, când creștinismul este adoptat în Cartagina, inspirația religioasă devine un mijloc de combatere a conducătorului: Tertulian devine faimos datorită violenței stilului și rigurozității prescripțiilor sale. Biserica Africană este ilustrată alături de martiri cunoscuți, precum Ciprian de Cartagina și episcopi ca Augustin de Hipona, bucurându-se de un mare prestigiu. Sunt ridicate numeroase monumente creștine, precum catacombele de la Sousse sau baptisteriul de la Makthar. Bazilicile precum cea a Sfântului Ciprian au multiple naosuri, construcția lor fiind bazată pe modelul sirian. Marea majoritate a acestor monumente sunt decorate cu motive pagâne. Rămânând fidelă conciliului de la Niceea, Biserica este supusă unei perioade lungi de persecuții ale regimului vandalilor, fiind confiscată o parte din bunurile sale. Venirea bizantinilor a dus la dispariția acetora din urmă și la restaurarea episcopiilor ortodoxe. În această perioadă, numeroase coline sunt încoronate cu fortificații bizantine, precum în Kelibia.
În timpul cuceririi arabe, mai precis în perioada dinastiei aghlabide, orașul Kairouan devine un centru intelectual de renume, dotat cu o casă a înțelepciunii, deschisă pentru oamenii de știință. Oqba Ibn Nafi Al Fihri o numește „inima islamului până în vecie”. În acleași timp, centrul de studii, traducere și cercetare, joacă un rol importamt în propagarea științelor, inclusiv în domeniul medical. În matematică, sunt de menționat contribuțiile în ceea ce privește algoritmii computaționali. Arabii construiesc edificii specifice arhitecturii islamice. În timp ce unele păstrează detalii bizantine, precum Moscheea celor trei Porți din Kairouan sau ribatul din Sousse (secolul al IX-lea), altele, care încă dețin vechile forme de capiteluri și coloane sunt pur arabe, precum marile moschei din Tunis și Kairouan (secolul al IX-lea) sau neagă influența mesopotamiană, ca Marea Moschee din Mahdia (secolul al X-lea). 
De-a lungul secolelor al XIV-lea și al XV-lea, numărul poeților, savanților și istoricilor este în creștere. Moscheea Zitouna, care găzduiește prima universitate islamică, se dovedește a fi un centru intelectual activ, reunind doctori și savanți precum Ibn Zaïtoun, Ibn Al Abhar, Ibn Al Gafsi sau Ibn Arafa. Grație unor oameni de știință ca Ibn Khaldun și scriitori ca Abu Al-Qassim Al-Shabbi, timp de secole, Tunisia a fost un centru cultural important la nivel arabo-musulman, mediteranean și mondial.
În timpul cuceririi turcești (secolul al XVI-lea), moschei precum Sidi Mahrez din Tunis sunt ridicate pe planul bisericilor din Constantinopol, însă zavii precum Kairouan își păstrează stilul magrebian.
Protectoratul francez și-a pus amprenta asupra arhitecturii locale, prin adăugarea unui stil urban nou, care poate fi identificat în construirea unui nou oraș cu un plan „hippodamez”, juxtapus medinei antice Tunis. Stilul elaborat, denumit „rococo tunisian”, face ca teatrul de pe bulevardul Bourguiba să constituie un exemplu strălucit.

## Simboluri naționale

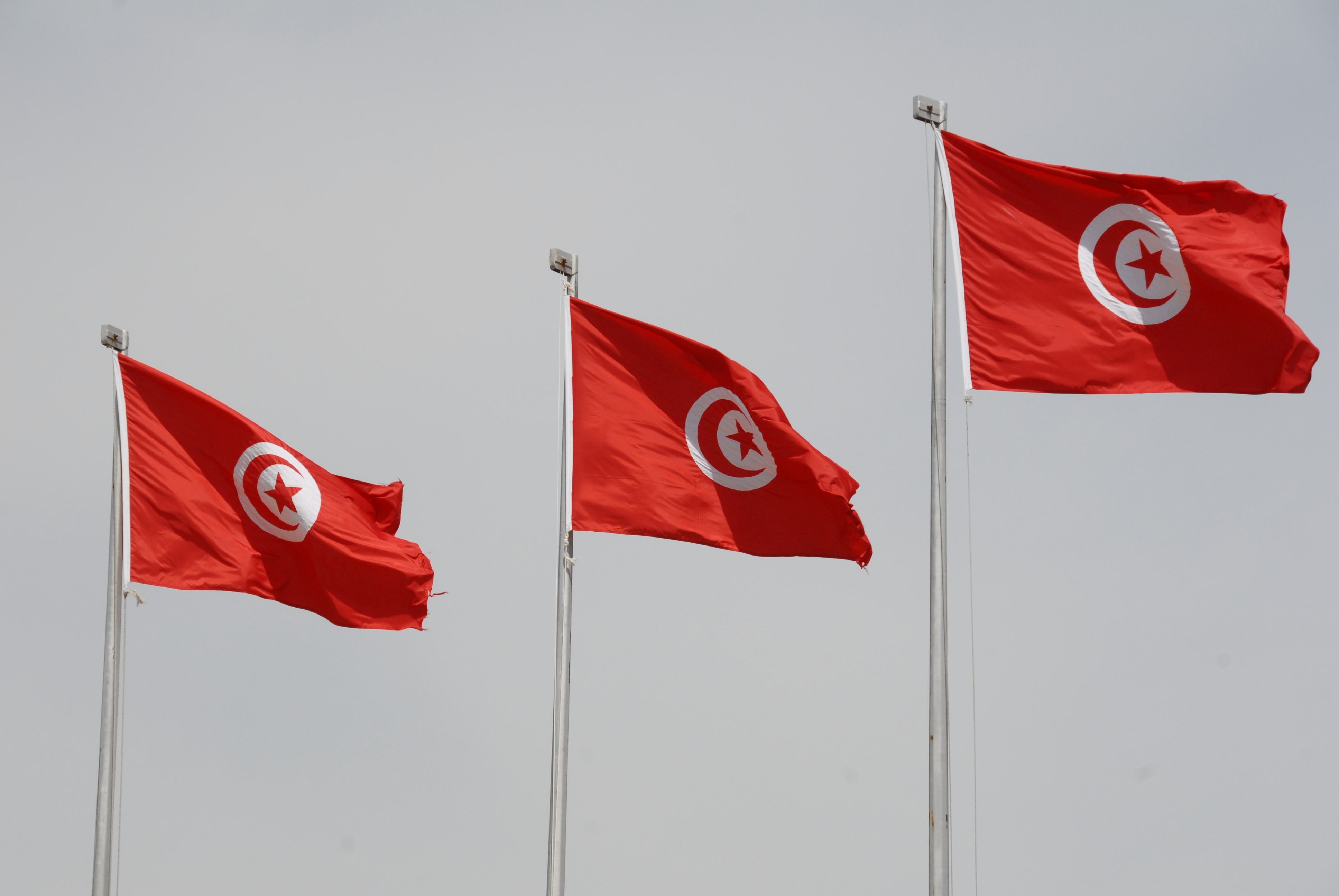
Steaguri tunisiene

Datorită  dimensiunii reduse și a omogenității în ceea ce privește populația și cultura, identitatea națională tunisiană este puternică și eforturile de a crea o cultură națională au fost mai puternice decât originile etnice variate care încă marcau stratul social în secolul al XIX-lea. Ea se regăsește constant în istoria modernă — în special în lupta împotriva protectoratului francez și în constituirea statului modern care i-a urmat — prin intermediul sărbătorilor naționale, nume ale străzilor care amintesc persoane sau date importnate, filme sau documentare. 

Stemă tunisiană

În timpul regimului președintelui Zine El Abidine Ben Ali (1987-2011), referința oficială la cifra 7 (7 noiembrie 1987 fiind data începutul acestui regim) și tematica „schimbării” au contribuit la perpetuarea acestei tradiții.
Drapelul Tunisiei a luat naștere la ordinul lui Hussein II Bey, ca urmare a distrugerii diviziei navale tunisiene de la 20 octombrie 1827, cu scopul de a distinge flota tunisiană de celelalte flote din Marea Mediterană. În urma acestor circumstanțe, drapelul a fost adoptat oficial în anul 1831. 
Asemănarea cu drapelul Turciei se datorează faptului că beii tunisieni au fost vasali ai Imperiului Otoman. Ele se diferențiază atât prin inversarea culorilor semilunii și a stelei, într-un cerc alb, cât și prin poziționarea emblemelor.
Stemele naționale sunt adoptate oficial în anul 1861 și revizuite în special la 21 iunie 1956 și la 30 mai 1963. Partea superioară prezintă o galeră punică pe mare, iar partea inferioară este divizată vertical: în stânga se află o balanță neagră, iar la dreapta un leu negru apucând un iatagan de argint. Între cele două părți se află o flamură cu deviza națională: Liberté, Dignité, Justice, Ordre.

## Religie

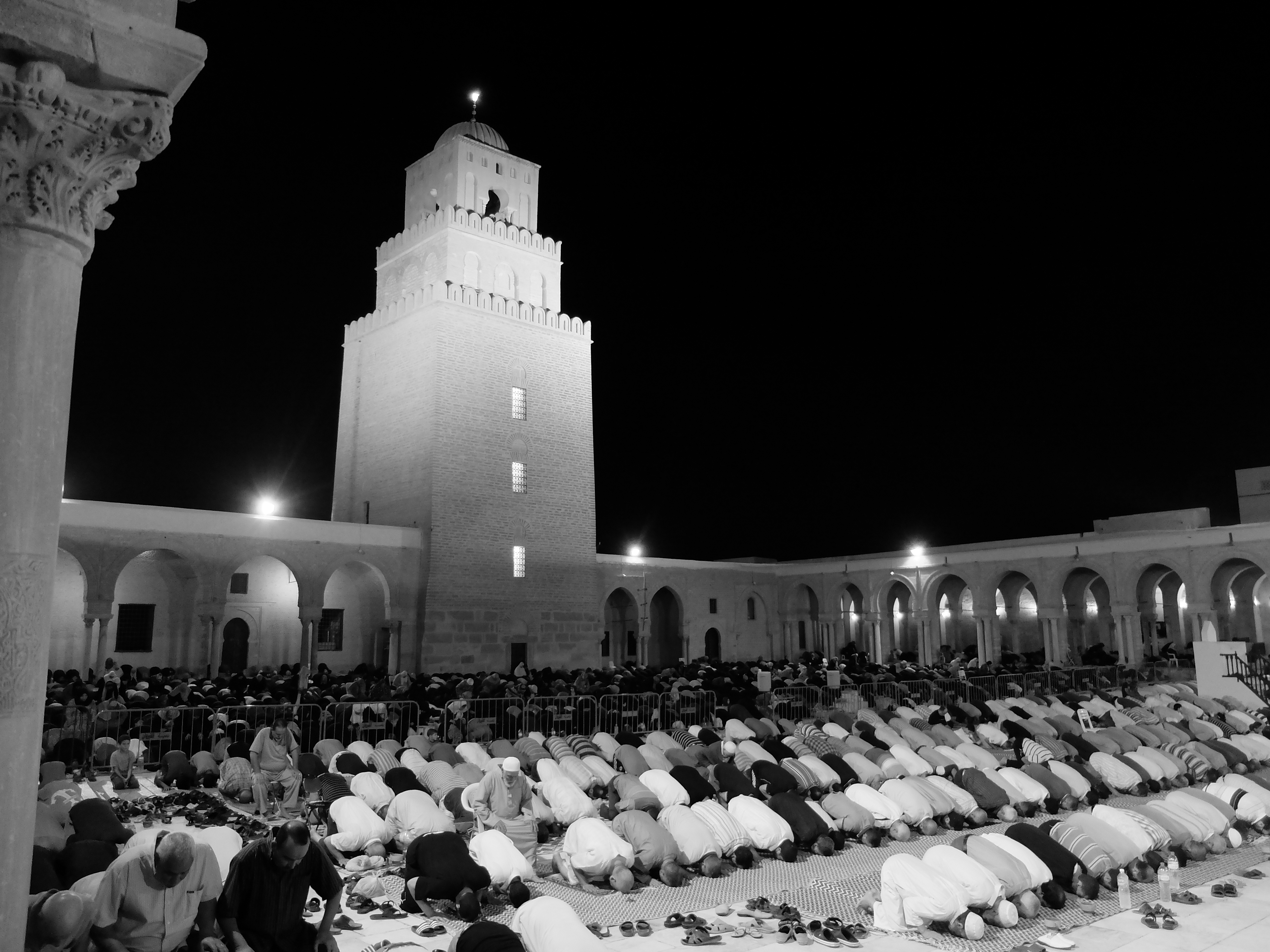
Rugăciunea de seară la Marea Moschee din Kairouan

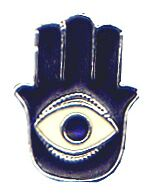
Hamsa

Constituția tunisiană de la 1959 permite exercitarea liberă a religiilor, cât timp nu subminează ordinea publică. Guvernele președinților Habib Bourguiba și Zine El Abidine Ben Ali respectă, în general, acest drept, doar că nu permit înființarea partidelor pe baze religioase, interzic prozelitismul și limitează purtarea hijab-ului, în special în administrații publice și școli. Constituția tunisiană din 2014 solicită statului să garanteze libertatea de credință și conștiință, precum și libera exercitare a închinării, protejarea sfințeniei, garantarea neutralității lăcașelor de închinare, diseminarea valorilor moderației și toleranței, interzicerea acuzațiilor de apostazie și se opune incitării la ură și violență.
Islamul este religia principală și oficială în Tunisia, cu o rată de aproximativ 99% din populație; 85% dintre musulmanii tunisieni sunt suniți de rit malekit, restul dedicându-se cultului hanefit.
Sărbătorile religioase musulmane, precum Eid al-Adha, Eid ul-Fitr sau Mawlid - Nașterea Profetului, sunt considerate concedii. Predarea religiei islamice este obligatorie în școlile publice, dar curriculum-ul de studii religioase la nivel secundar include și istoria iudaismului și a creștinismului. De asemena, există și o comunitate mai mică de musulmani sufiți, însă nu există statistici cu privire la dimensiunile sale.
Spre finalul anilor 1970, o mișcare islamistă, bazată pe o adeziune strictă la Coran și la alte texte sacre și opusă practicilor heterodoxe, este dezvoltată și atinge apogeul prin înființarea unui partid politic, Ennahdha, în anii 1980. Majoritatea liderilor săi au fost arestați sau exilați în anii 1990, înainte ca partidul să fie legalizat după revoluția din 2011.
În țară există numeroase construcții albe mici, atât în zone urbane, cât și rurale, denumite zavii. Aceste lăcașe de cult dețin morminte ale sfinților, majoritar bărbați, adăpostite în locuri precum peșteri, dealuri, izvoare sau în zone litorale. Prin meditație, aceste personaje denumite marbut-uri puteau vindeca bolnavii și orbii. Mormintele lor încă reprezintă puncte-cheie pentru legătura om-divinitate, în contextul sărbătorilor care reunesc membrii unor anumite comunități (sat, neam, trib). În prezent, tunisienii continuă să se roage și să le ceară favoruri. De asemenea, tunisienii păstrează unele credințe de origine berbera, precum deochiul. Anumite practici — cum ar fi obloanele vopsite în albastru, culoare profilactică — și talismane sunt folosie pentru a-l respinge. Totuși, hamsa se regăsește deja pe mormintele punice din Cartagina antică, unde se presupune că oferă protecție rămășițelor. Acest simbol este prezent și în postere unde președintele Zine El Abidine Ben Ali își ține mâna dreaptă larg deschisă, ca un semn de baraka. Așadar, semiologia politică preia noțiunea de hamsa, parte din tradițiile esoterice și numerologie, integrate rapid de către islam.
Creștinismul și iudaismul sunt religii minoritare, cu toate că țara se caracterizează prin toleranță și deschidere față de alte culturi care își conservă identitatea. Guvernul recunoaște sărbătorile religioase non-musulmane, în special pe cele ale religiilor monoteiste.

## Limbi
Tunisia este statul magrebian cel mai omogen din punct de vedere lingvistic, întrucât aproape toată populația vorbește în varietăți dialectale ale arabei tunisiene și stăpânește araba literară, care este limba oficială a țării. Araba tunisiană este, de fapt, un dialect — sau, mai precis, un ansamblu de dialecte, neexistând un organism de standardizare și fiind stabilit pe substrat berber și punic; este influențat de către limbile popoarelor care au trăit sau au administrat regiunea de-a lungul istoriei, respectiv arabă, turcă, italiană, spaniolă, franceză. Este utilizat cel mai adesea în cadrul familiei și al dialogurilor zilnice. Chelha este vorbită de mai puțin de 1%din populație, cu precădere în satele semi-berberofone din sud — Chenini, Douiret, Matmata, Tamezret etc. — precum și în sate din insula Djerba, în special în Guellala, Ajim, Sedouikech și Ouirsighen.  

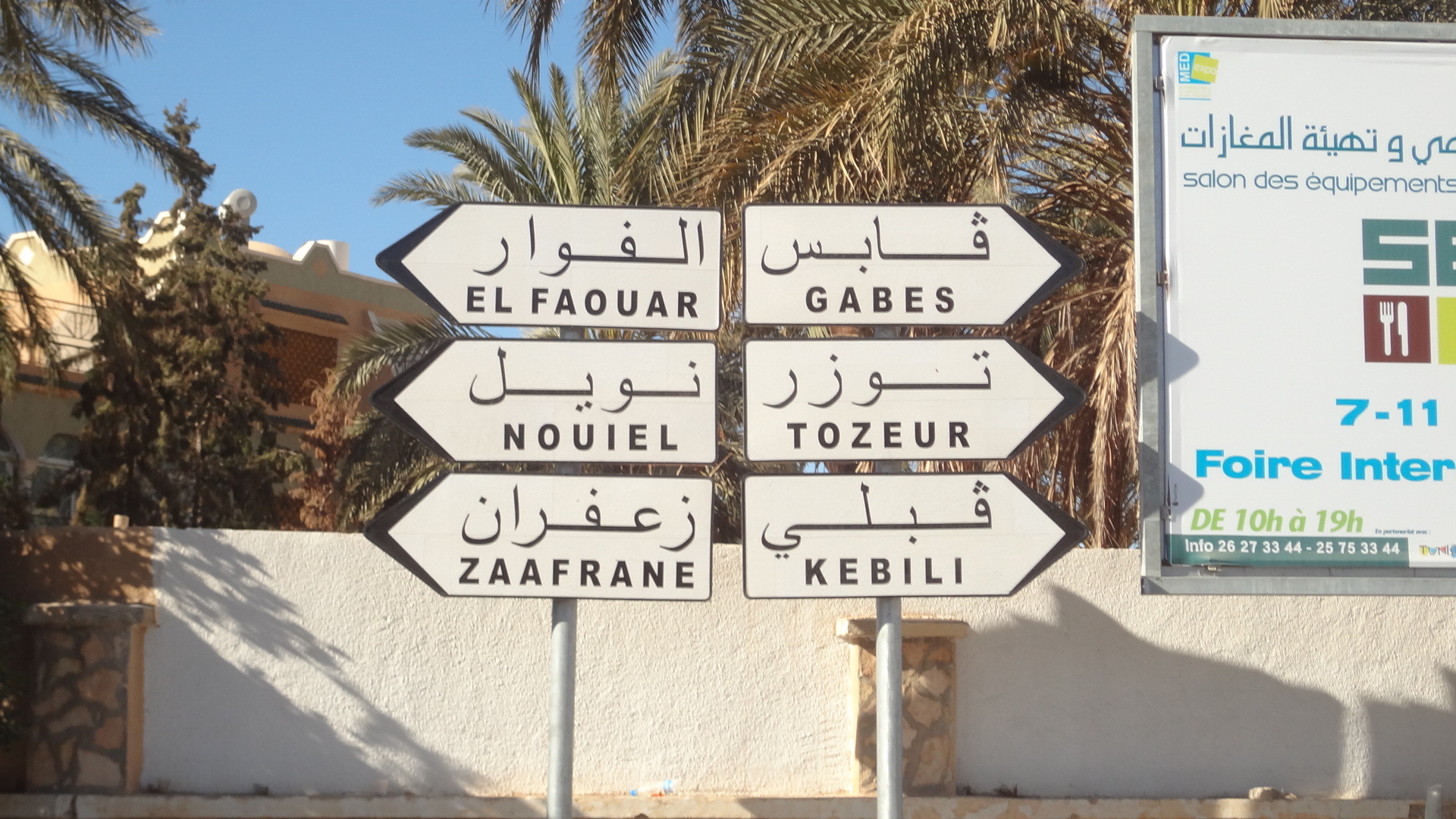
Indicatoare rutiere în limbile arabă și franceză

În perioada protectoratului francez, limba franceză este prevalentă în cadrul instituțiilor, în special în educație, devenită un factor puternic de difuzare și, astfel, o marcă a promovării sociale și a deschiderii față de valori mai moderne și mai liberale. După câștigarea independenței, țara este arabizată din ce în ce mai mult, chiar dacă administrația, justiția și învățământul rămân bilingve timp îndelungat, în timp ce cunoașterea limbilor europene devine mai accesibilă datorită expunerii Tunisiei la acest continent prin intermediul telviziunii — alegerea fiind limitată între Antenne 2 și Rai până la finalul anilor 1980, extinzându-se grație abundenței de pachete digitale din Orientul Mijlociu — și al turismului. Implementarea vizelor de către ministrul francez Charles Pasqua în anul 1986 a contribuit la oprirea relativă a fluxului de populație dintre Tunisia și Franța. În anii 1990 s-a ajuns la un punct de cotitură în privința arabizării cursurilor științifice până la finalul studiilor preuniversitare, cu toate dificultățile cauzate de acest proces, în ideea de a facilita accesul la studiile superioare, în contextul reabilitării referentului arabo-islamic în spațiul public. 

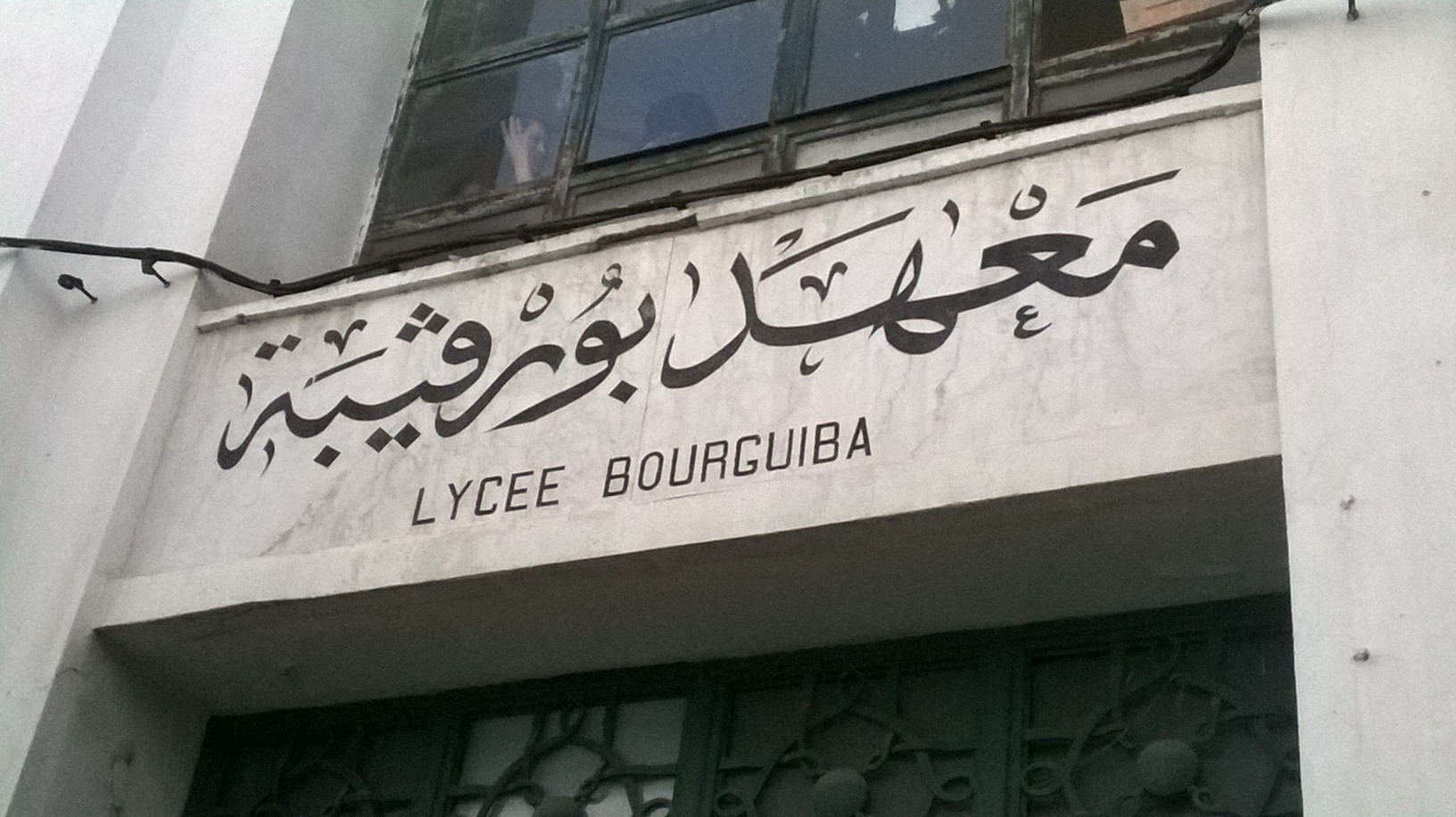
Liceul Bourguiba din Tunis

În octombrie 1999, spațiile comerciale sunt obligate să acorde de două ori mai mult spațiu caracterelor arabe decât celor latine.  În același timp, administrația primește obligația de a comunica exclusiv în arabă, însă doar Ministerele Apărării și Justiției și Camera Deputaților sunt total arabizate. Asemenea multor documente elaborate de către administrație, Monitorul oficial al Republicii Tunisia, care promulgă legi și decrete, este redactat în arabă, însă rămâne tradus în franceză, chiar dacă această variantă nu are valoare juridică sau oficială . În acest context, utilizarea limbii franceze pare să regreseze în ciuda numărului crescut de absolvenți ai sistemului educațional, ceea ce înseamnă că practicarea limbii este un factor social important. Având în vedere utilizarea ei la scară largă în comunitatea de afaceri, în lumea mediacală și cea culturală, se poate considera că a fost reinventată. 
Deși cursurile sunt complet în limba araba la grădiniță, precum și în primii trei ani ai ciclului primar, mai târziu, în al doilea ciclu de învățământ primar și secundar, predarea se face pe jumătate în arabă și jumătate în franceză. Predată elevilor de la vârsta de treisprezece ani în 1958 , engleza va fi o victimă a tulburărilor politicii de educație națională: este studiată de la vârsta de cincisprezece ani în 1970, de la vârsta de zece ani în 1994, de la vârsta de paisprezece ani în 1997 și de la vârsta de doisprezece ani în 2000. Italiană, spaniola, germana, rusa și chineza sunt materii opționale, studiate la finalul anului al doilea al ciclului secundar de învățământ.

## Educație
Până în secolul al XIX-lea, nu exista educație modernă în Tunisia. Existau doar douăzeci de școli europene conduse de instituții religioase, în timp ce la nivel național predarea tradițională se realiza în moscheea Zitouna și în kuttab-e, medrese de o singură clasă, deținută în general de un moueddeb — neavând întotdeauna diplome — care preda copiilor de toate vârstele citirea și scrierea. Materia studiată era religia, cu ajutorul gloselor despre Coran și Sunna.

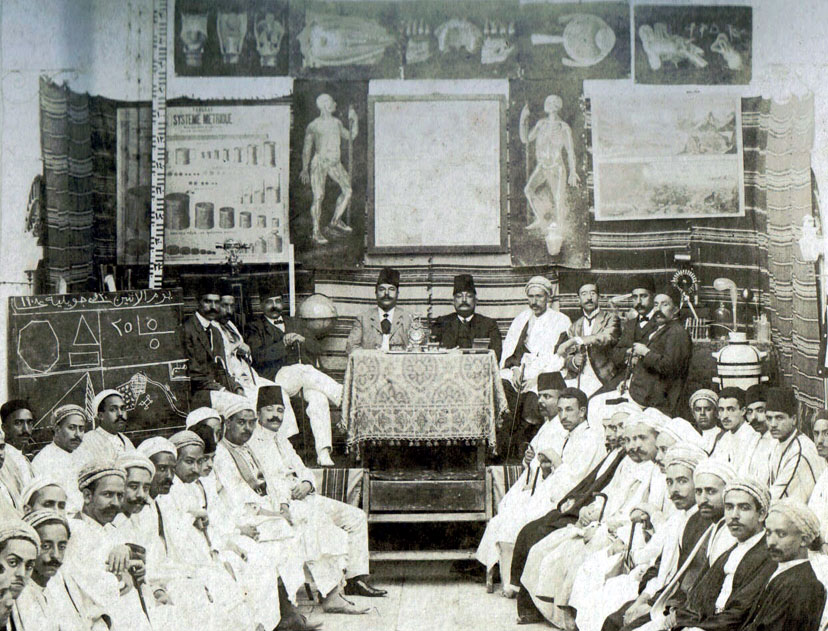
Curs la Khaldounia, 1908

Prima instituție de educație modernă a fost Colegiul Sadiki, înființat în anul 1875, de către marele vizir Kheireddine Pașa, pentru a antrena tinerii tunisieni în carierele liberale și administrative, fiind urmat de Școala Khaldounia, în 1896.
În 1956, în urma proclamării independenței, a luat naștre o politică de reformă educațională caracterizată prin unificarea, naționalizarea și arabizarea sistemului educațional. În acest context, Habib Bourguiba declară în 1958:
„Când ne aflam în opoziție, trăind pe marginile instituțiilor și hărțuind protectoratul pentru a ne recunoaște drepturile, mi-am dat seama că în cazul în care aparatul de stat ar fi în mâinile noastre, am trata în mod prioritar problema educației.” Magnitudinea pe care această „problemă” o capătă stârnește griji în ceea ce privește viitorul culturii, în condițiile în care statul ar fi dispus să acorde prioritate educației naționale. Acesta este unul dintre motivele pentru care guvernul tunisian a creat un organism destinat culturii, numit „Ministerul responsabil de afaceri culturale și informații”. Un alt motiv este nevoia de separare a culturii de educație, întrucât aceasta din urmă nu este singurul mod de transmitere a culturii. Un al treilea motiv este responsabilitatea de tip cultural pe care statul o are față de națiune.
În 1966, ca parte a unei politici de alfabetizare a populației active, Institutul de Educație a Adulților este responsabil pentru alfabetizarea a 150 000 de indivizi, de-a lungul unei perioade de cinci ani. Aceste acțiuni se desfășoară în principal în sectoarele productive — cooperative agricole, fabrici, miniere sau mari companii —, dar și în centrele meșteșugurilor, armatei, penitenciarelor și tineretului feminin din mediul rural. 
Lecțiile acestui institut includ, pe lângă citire, scriere și aritmetică, lecții adaptate de geografie, istorie, educație civică și religioasă. Cursurile suplimentare de formare profesională sau pregătire la domiciliu sunt acordate în funcție de posibilități. Durata principalelor cursuri este de doi ani, cu cinci sesiuni de o oră și jumătate pe zi, un total de 450 de ore, încheiate cu un certificat de educație socială. Un al treilea an bilingv este creat în 1968 pentru cei care doresc să-și continue studiile, adică 1 090 de persoane în anul școlar 1968-1969. Un al patrulea an începe în 1969, pentru a face față numeroaselor cereri înregistrate. Astfel, acestui institut i se va acorda Premiul Mohammad Reza Pahlavi, cu prilejul celei de-a treia Zi Internaționale de Alfabetizare, la 8 septembrie 1969, „pentru contribuția decisivă în lansarea și implementarea unui program național de alfabetizare a adulților, în cadrul căruia este elaborată, testată și aplicată o metodologie eficientă pentru alfabetizare și formare.”
La 31 decembrie 1966, există 21 de biblioteci publice pentru copii, independente de bibliotecile publice pentru adulți. Aceste biblioteci ale copiilor sunt conduse de femei, care sunt considerate mai capabile să înțeleagă copiii. Au fost înființate și centre de tehnică bibliografică, organisme de reflectare și concepere a tuturor activităților bibliografice din cadrul țării. Ulterior, au fost înființate cincizeci și două de biblioteci municipale în Tunisia, reprezentând depozite de cărți al căror scop este împrumutul la domiciliu. Această măsură vizează introducerea cititului în obiceiurile și rutina tunisienilor. Într-o etapă secundă, este planificat ca aceste centre de împrumut să devină biblioteci publice.

## Iasomia

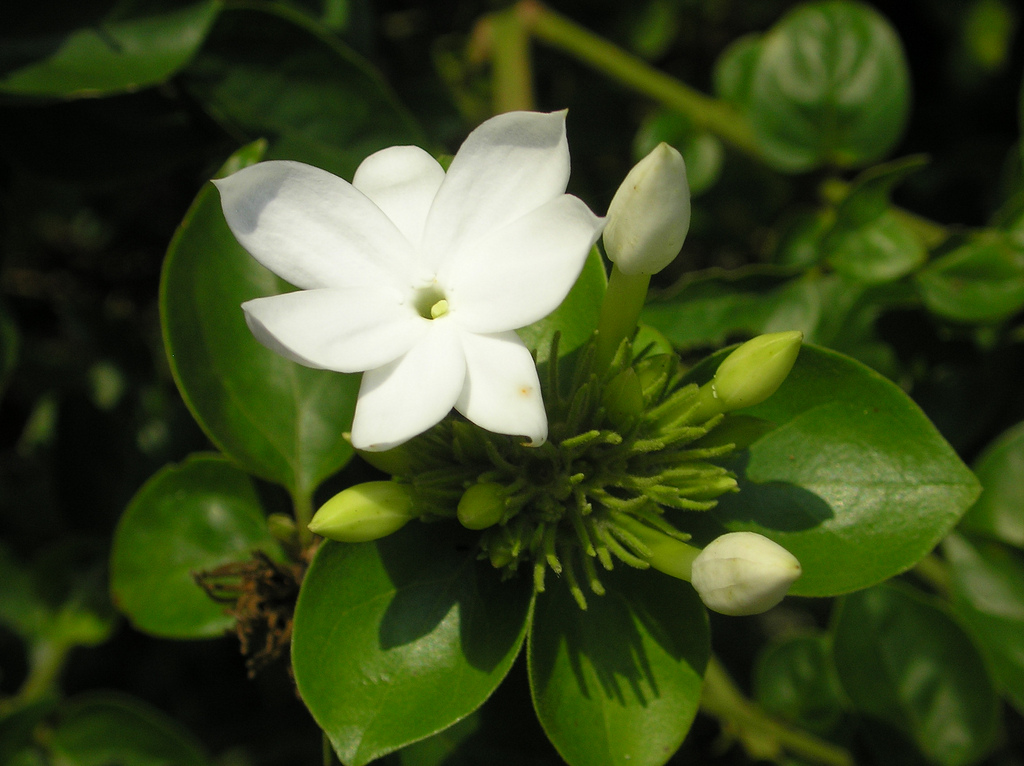
Iasomie

Importată în secolul al XVI-lea din Andaluzia, iasomia a devenit floarea emblematică pentru Tunisia. 
Iasomia este subiectul unui limbaj specific. Astfel, un om care îl poartă în urechea stângă indică faptul că el este singur. Pe de altă parte, oferirea iasomiei albe este o dovadă a iubirii, oferind în același timp iasomie de iarnă nescrisă, este un semn de insolență.